# Adelina Sotnikowa
Adelina Dmitrijewna Sotnikowa, ros. Аделина Дмитриевна Сотникова (ur. 1 lipca 1996 w Moskwie) – rosyjska łyżwiarka figurowa startująca w konkurencji solistek. Mistrzyni olimpijska z Soczi (2014), dwukrotna wicemistrzyni Europy (2013, 2014) oraz 4-krotna mistrzyni Rosji (2009, 2011, 2012, 2014); mistrzyni świata juniorów (2011), zdobywczyni Złotego Pirueta Zagrzebia (2011). 
Jest pierwszą Rosjanką, która zdobyła tytuł mistrzyni olimpijskiej w konkurencji solistek.
Sotnikowa wystąpiła w zawodach po raz ostatni w 2016 roku, zaś oficjalne zakończenie kariery ogłosiła 1 marca 2020 roku.

## Życie prywatne
Jej pradziadek – Aleksandr Koczetow (1919–1994) był bohaterem Związku Radzieckiego, lotnikiem w czasie wojny niemiecko-radzieckiej w latach 1941–1945. Jest córką Olgi i Dmitrija, który jest policjantem. Jej młodsza o 2 lata siostra Marija cierpi na dyzostozę żuchwowo-twarzową. W wywiadach Sotnikowa podkreślała, że łyżwiarstwo jest jej pracą, która ma na celu wsparcie finansowe leczenia siostry.
Sotnikowa studiowała na Rosyjskim Państwowym Uniwersytecie Kultury Fizycznej, Sportu, Młodzieży i Turystyki, aby zostać wykwalifikowanym trenerem łyżwiarskim.
W 2015 roku Sotnikowa wzięła udział w rosyjskiej wersji programu Dancing with the Stars, gdzie jej partnerem był Gleb Sawczenko. Zajęli drugie miejsce.

## Kariera

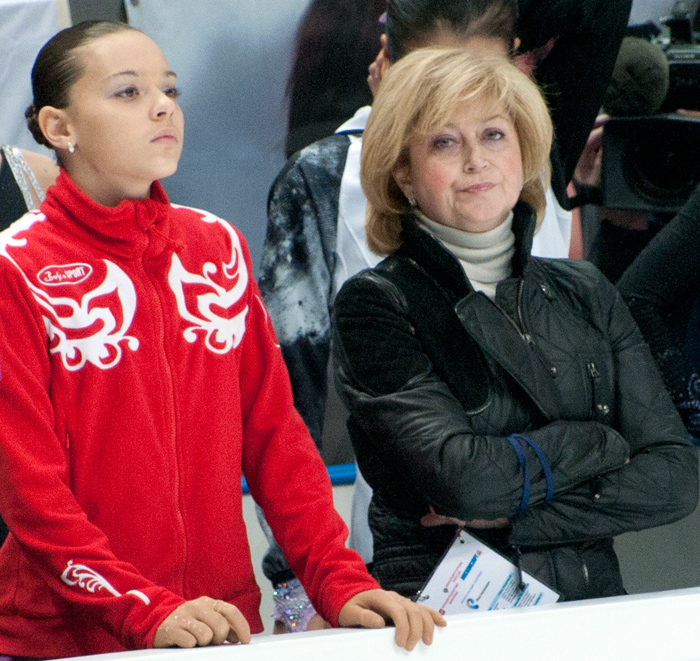
Sotnikowa z trenerką Bujanową podczas zawodów Rostelecom Cup 2011

Treningi łyżwiarskie rozpoczęła w wieku 4 lat na położonym nieopodal miejsca zamieszkania lodowisku Jużnyj w Moskwie. Jej pierwszą trenerką była Anna Patrykijewa. Mając 8 lat trafiła do klubu CSKA Moskwa pod opiekę Jeleny Wodoriezowej.

### Kariera juniorska
Adelina rozpoczęła starty w zawodach juniorskich w 2007 r. łącząc je równolegle ze startami w seniorskich mistrzostwach Rosji. Niespodziewanie została zarówno mistrzynią Rosji juniorów jak i seniorów w 2009 r. mając jedynie 13 lat. W międzynarodowych zawodach juniorskich w sezonie 2010/11 była niepokonana. Została mistrzynią świata juniorów 2011 oraz wygrała w finale Junior Grand Prix w Pekinie.

### Kariera seniorska

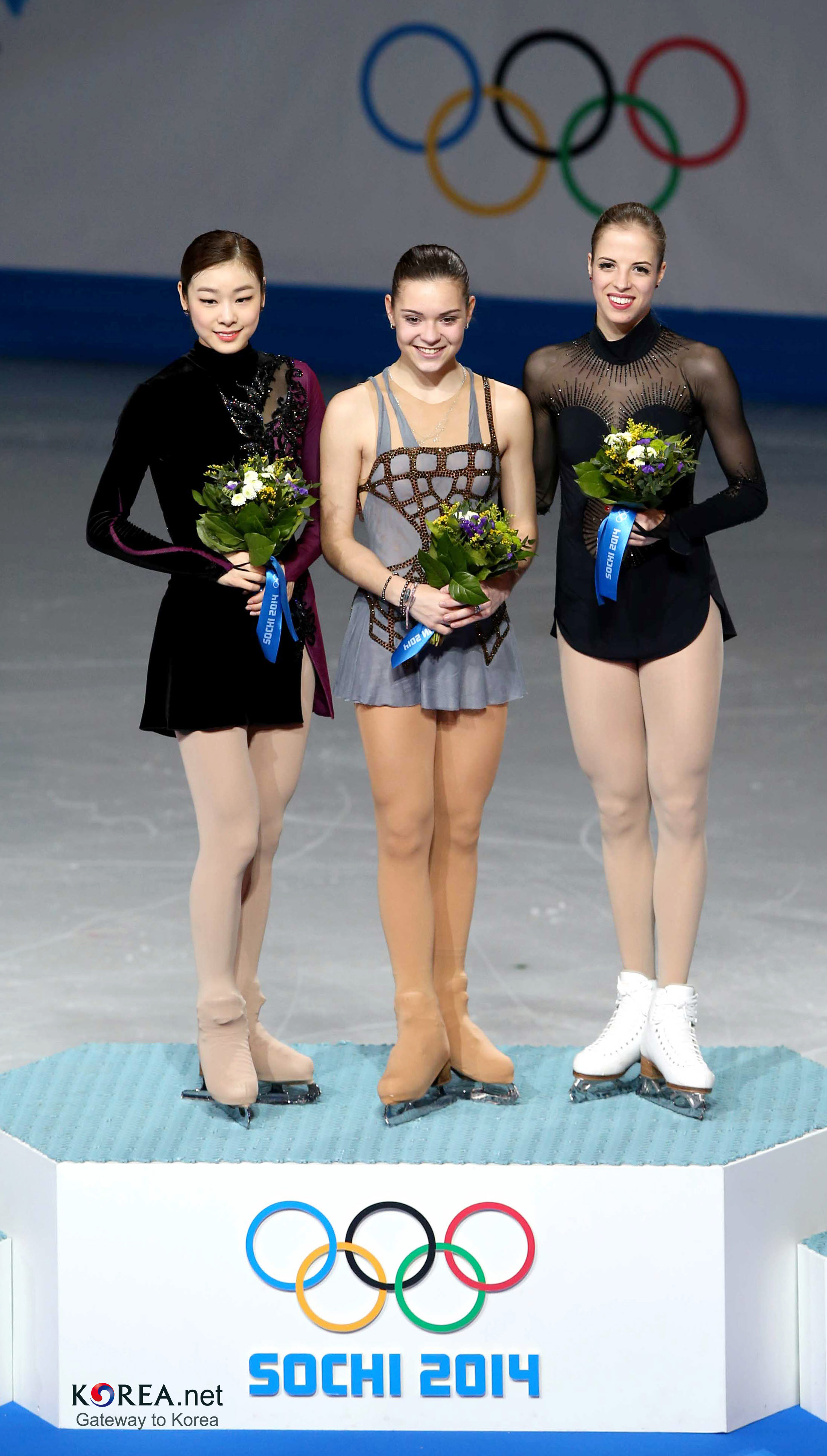
Ceremonia kwiatowa na igrzyskach olimpijskich 2014, od lewej: Yu-na, Sotnikowa, Kostner

Sotnikowa zadebiutowała na Zimowych Igrzyskach Olimpijskich 2014 w Soczi. Nie została jednak wybrana do reprezentacji na zawody drużynowe, gdyż do obu programów została wyznaczona Julija Lipnicka. Zaś w konkurencji solistek Sotnikowa zajmowała drugie miejsce po programie krótkim z nieznaczną stratą 0.28 pkt do obrończyni tytułu, Koreanki Kim Yu-ny. Kontrowersje pojawiły się kolejnego dnia przy ocenie programu dowolnego solistek. Sotnikowa wygrała program dowolny z przewagą aż 5.76 pkt nad Yu-ną co pozwoliło jej zostać złotą medalistką olimpijską i wygrać z drugą Yu-ną oraz Włoszką Kostner. Jednak ostateczne rozstrzygnięcie zawodów wywołało zaskoczenie, a niektórzy twierdzą, że był to skandal, który zabrał Koreance złoto olimpijskie. Sotnikowa nie była faworytką zawodów, a szczegółowe oceny, które otrzymała od sędziów były kontrowersyjne, podobnie jak w przypadku innych Rosyjskich zawodniczek. Sotnikowa otrzymała więcej punktów za elementy techniczne pomimo jej słabszej, mniej dojrzałej techniki łyżwiarskiej od uważanych za dużo bardziej doświadczonych, lepszych artystycznie i technicznie łyżwiarek takich jak Mao Asada, Ashley Wagner, Carolina Kostner czy Kim Yu-na. Ponadto Yu-na oraz Kostner otrzymały zero punktów za niektóre wykonane poprawnie skoki, za to Sotnikowa otrzymała +3 pkt za jedną z sekwencji, zaś gdy się potknęła w kombinacji skoków, otrzymała zero zamiast punktów ujemnych. Kontrowersyjnie wyglądała także sprawa zaliczania poziomów trudności, gdyż Kosner i Yu-na pomimo spełnienia wymogów poziomu 4 w zakresie pracy nóg (ang. footwork) otrzymały poziom 3, zaś Sotnikowa pomimo niespełnienia wymogów otrzymała punkty za poziom 4. Swoje wątpliwości co do oceny wyraziła doświadczona łyżwiarka amerykańska Ashley Wagner, która została sklasyfikowana np. za Juliją Lipnicką. Komentator kanadyjski dla CBC i czterokrotny mistrz świata Kurt Browning był zszokowany, że Yu-na i Sotnikowa otrzymały za komponenty podobną liczbę punktów, pomimo widocznej różnicy w wykonaniu programu:

Po prostu nie mogę dostrzec jak Yu-na i Sotnikowa były tak blisko w komponentach. I co, nagle ona (Sotnikowa) stała się lepszą łyżwiarką przez noc? Nie wiem co się stało. Wciąż próbuję to zrozumieć.

Choć nie złożono oficjalnych protestów, to petycję kibiców o niesprawiedliwej wygranej Sotnikowej podpisało 1,5 miliona osób.

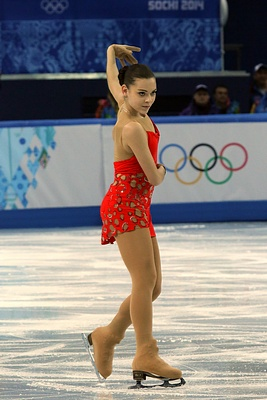
Sotnikowa podczas programu krótkiego na igrzyskach olimpijskich 2014

W sezonie 2014/15 Sotnikowa wycofała się z zawodów z cyklu Grand Prix z powodu kontuzji kostki. Lekarze nie wyrazili zgody na powrót do pełnych treningów skoków łyżwiarskich, dlatego Sotnikowa wzięła udział w rosyjskiej wersji programu Dancing with the Stars, aby doskonalić swoje umiejętności taneczne.
Do startów wróciła w 2015 r. zajmując trzecie miejsce w Mordovian Ornament 2015 oraz szóste w Golden Spin Zagrzeb 2015. Nie udało się jej zakwalifikować do mistrzostw Europy, gdyż w krajowych mistrzostwach zajęła dopiero 6. miejsce. Od tego czasu nie pojawiła się w żadnych zawodach krajowych bądź międzynarodowych. W kwietniu 2017 r. jej trenerem został Jewgienij Pluszczenko. Sotnikowa nie podjęła próby kwalifikacji na Zimowe Igrzyska Olimpijskie 2018 w Pjongczangu i obrony tytułu olimpijskiego z powodu przewlekłej kontuzji stawu skokowego.

## Osiągnięcia

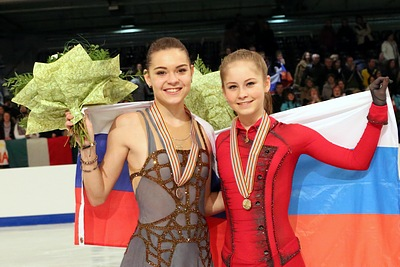
Sotnikowa i Julija Lipnicka na mistrzostwach Europy 2014

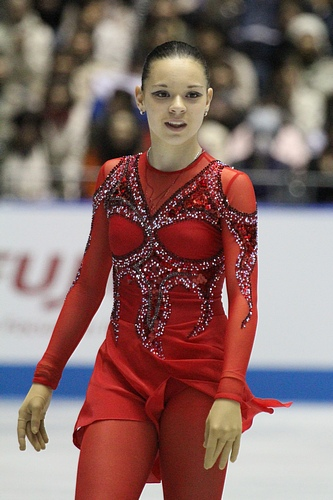
World Team Trophy 2012

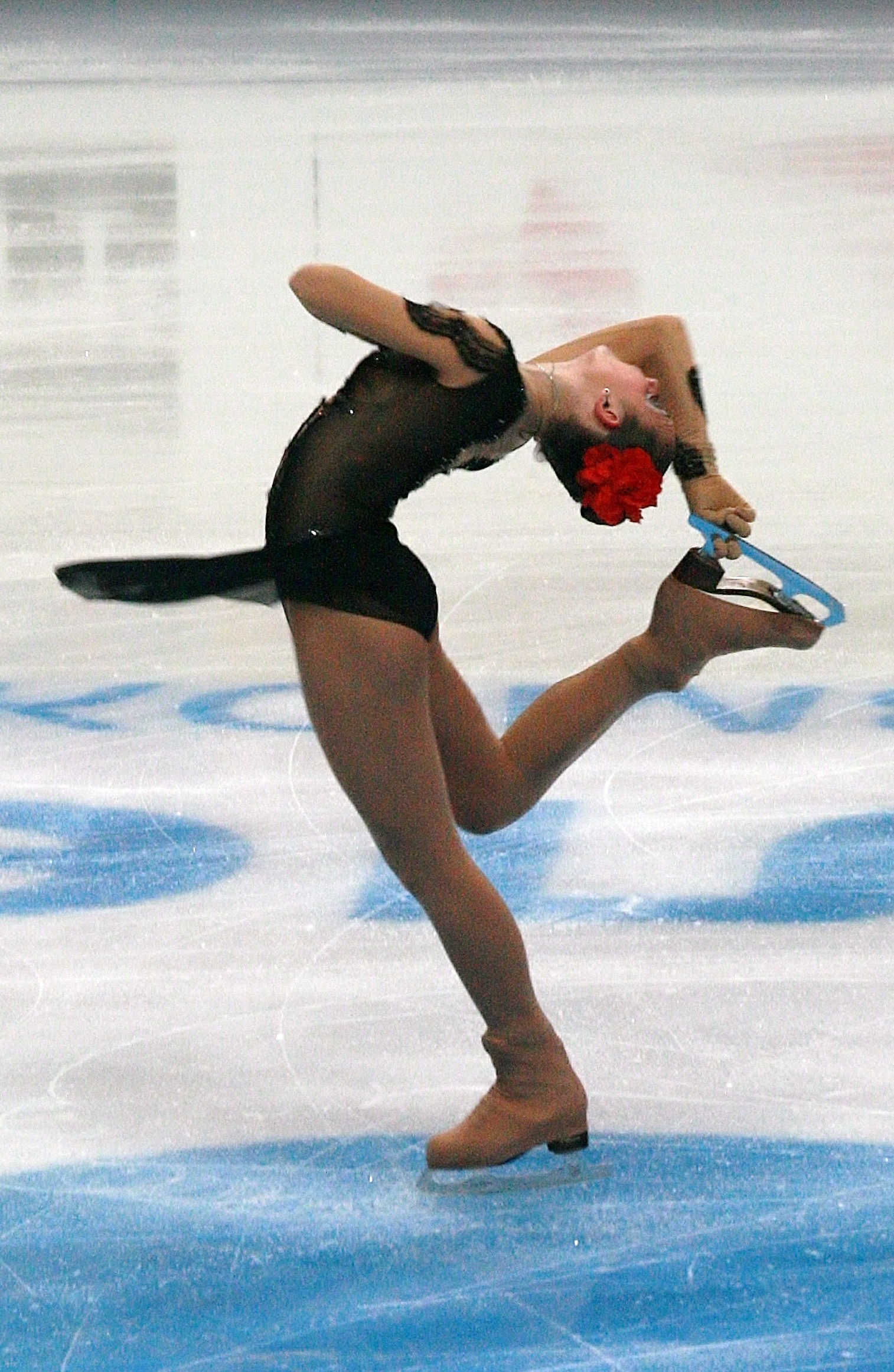
Rostelecom Cup 2012

| Zawody                                | 07–08          | 08–09          | 09–10          | 10–11          | 11–12          | 12–13          | 13–14          | 14–15          | 15–16          |                |                |                |                |                |                |                |                |
| Międzynarodowe                        | Międzynarodowe | Międzynarodowe | Międzynarodowe | Międzynarodowe | Międzynarodowe | Międzynarodowe | Międzynarodowe | Międzynarodowe | Międzynarodowe | Międzynarodowe | Międzynarodowe | Międzynarodowe | Międzynarodowe | Międzynarodowe | Międzynarodowe | Międzynarodowe | Międzynarodowe |
| ------------------------------------- | -------------- | -------------- | -------------- | -------------- | -------------- | -------------- | -------------- | -------------- | -------------- | -------------- | -------------- | -------------- | -------------- | -------------- | -------------- | -------------- | -------------- |
| Igrzyska olimpijskie                  |                |                |                |                |                |                | 1              |                |                |                |                |                |                |                |                |                |                |
| Mistrzostwa świata                    |                |                |                |                |                | 9              |                |                |                |                |                |                |                |                |                |                |                |
| Mistrzostwa Europy                    |                |                |                |                |                | 2              | 2              |                |                |                |                |                |                |                |                |                |                |
| GP Finał                              |                |                |                |                |                |                | 5              |                |                |                |                |                |                |                |                |                |                |
| GP Cup of China                       |                |                |                |                | 3              |                | 2              |                |                |                |                |                |                |                |                |                |                |
| GP NHK Trophy                         |                |                |                |                |                |                |                | WD             |                |                |                |                |                |                |                |                |                |
| GP Rostelecom Cup                     |                |                |                |                | 3              | 5              |                | WD             | 3              |                |                |                |                |                |                |                |                |
| GP Skate America                      |                |                |                |                |                | 3              |                |                |                |                |                |                |                |                |                |                |                |
| GP Trophée Eric Bompard               |                |                |                |                |                |                | 2              |                |                |                |                |                |                |                |                |                |                |
| CS Golden Spin Zagrzeb                |                |                |                |                | 1              |                |                |                | 6              |                |                |                |                |                |                |                |                |
| CS Mordovian Ornament                 |                |                |                |                |                |                |                |                | 2              |                |                |                |                |                |                |                |                |
| Nebelhorn Trophy                      |                |                |                |                |                | 2              |                |                |                |                |                |                |                |                |                |                |                |
| Międzynarodowe: Kategorie młodzieżowe |                |                |                |                |                |                |                |                |                |                |                |                |                |                |                |                |                |
| Mistrzostwa świata juniorów           |                |                |                | 1              | 3              |                |                |                |                |                |                |                |                |                |                |                |                |
| JGP Finał                             |                |                |                | 1              |                |                |                |                |                |                |                |                |                |                |                |                |                |
| JGP w Austrii                         |                |                |                | 1              |                |                |                |                |                |                |                |                |                |                |                |                |                |
| JGP w Wielkiej Brytanii               |                |                |                | 1              |                |                |                |                |                |                |                |                |                |                |                |                |                |
| NRW Trophy                            | 6 J            |                |                |                |                |                |                |                |                |                |                |                |                |                |                |                |                |
| Zimowe igrzyska olimpijskie młodzieży |                |                |                |                | 2 J            |                |                |                |                |                |                |                |                |                |                |                |                |
| Krajowe                               |                |                |                |                |                |                |                |                |                |                |                |                |                |                |                |                |                |
| Mistrzostwa Rosji                     |                | 1              | 4              | 1              | 1              | 3              | 1              |                | 6              |                |                |                |                |                |                |                |                |
| Mistrzostwa Rosji juniorów            | 10 J           | 1 J            | 6 J            |                |                |                |                |                |                |                |                |                |                |                |                |                |                |
| Zawody drużynowe                      |                |                |                |                |                |                |                |                |                |                |                |                |                |                |                |                |                |
| World Team Trophy                     |                |                |                |                | 5 T 4 P        | 4 T 4 P        |                |                |                |                |                |                |                |                |                |                |                |
| Japan Open                            |                |                |                |                |                |                | 3 T 4 P        |                | 3 T 4 P        |                |                |                |                |                |                |                |                |

## Nagrody i odznaczenia
- Zasłużony Mistrz Sportu Rosji[16]